# Liste des établissements terrestres de la Royal Navy
Ceci est une liste des établissements terrestres (ou stone frigates (en)) de la Royal Navy et des Royal Marines.

## Établissements côtiers actuels de la Royal Navy

### Bases navales
- HMS Drake (en) (HMNB Devonport, Devonport, Devon)
- HMS Nelson (en) (HMNB Portsmouth, Portsmouth)
- HMS Neptune (HMNB Clyde, Faslane, Dunbartonshire)

### Bases aériennes
- HMS Seahawk (RNAS Culdrose, Cornouailles)
  - RNAS Predannack
- HMS Heron (RNAS Yeovilton, Somerset)
  - RNAS Merryfield
- HMS Gannet (anciennement connu sous le nom de RNAS Prestwick, South Ayrshire)

### Bases d'entraînement
- HMS Collingwood (Fareham, Hampshire)
- HMS Dartmouth (Britannia Royal Naval College, Dartmouth, Devon)
  - Incluant le Hindostan (en) en tant que navire d'entraînement statique
- HMS Excellent (Whale Island, Portsmouth)
- HMS Raleigh (Torpoint, Cornouailles)
  - Incluant le Brecon (en) en tant que navire d'entraînement statique
- HMS Sultan (Gosport, Hampshire)
- HMS Temeraire (Royal Navy School of Physical Training, Portsmouth)
- Defence Diving School (en) (Horsea Island (en), Portsmouth)

### Autres
- HMS Caledonia (en), Chantier naval de Rosyth, Fife
- HMS Saker (en), Agrégation administrative du personnel de la Royal Navy basée aux États-Unis
- Institute of Naval Medicine (en) (Alverstoke (en), Hampshire)[1]
- Northwood Headquarters (Northwood, Hertfordshire, Angleterre), anciennement HMS Warrior. QG opérationnel pour les Commander Operations (en)

### Centres de munitions de défense
Anciennement Royal Naval Armaments Depot (en) et anciennement éléments de Defence Equipment and Support (en).
- DM Beith (en)
- RNAD Coulport
- DM Crombie
- DM Gosport (en)

### Établissements d'essais
- Vulcan Naval Reactor Test Establishment (en) (HMS Vulcan) (Dounreay, Thurso, Caithness)
  - Actuellement en cours de démantèlement, démolition prévue d'ici 2033[2]

### Installations navales d'outre-mer
- HMS Jufair (en) (Port de Mina Salman (ar), Bahreïn)[3],[4],[5]
- East Cove Military Port (en) (Mare Harbour (en), Îles Malouines)[6]
- Port de Gibraltar (en) (Gibraltar)[6]
- UK Joint Logistics Support Base (en) (Duqm, Oman)[7],[8]
- British Defence Singapore Support Unit (en) (Sembawang (en), Singapour)[6],[9]
- Diego Garcia (British Indian Ocean Territory)[6]

## Établissements actuels des Royal Marines

### Bases
- Commando Training Centre Royal Marines, Lympstone, Devon
- RM Stonehouse, Plymouth, Devon – Quartier général, UK Commando Force and 30 Commando (IX) Group (en)
- RM Poole, Poole, Dorset – Special Boat Service et 148 (Meiktila) Commando Forward Observation Battery
- RM Condor, Arbroath, Angus – 45 Commando (en) et 7 (Sphinx) Commando Battery (en)
- RM Tamar, HMNB Devonport – 47 Commando (Raiding Group) (en)
- RM Norton Manor, Taunton, Somerset – 40 Commando (en)
- RM Bickleigh, Plymouth, Devon – 42 Commando (en)
- RM Chivenor, Braunton, Devon – Commando Logistic Regiment (en) et 24 Commando Royal Engineers (en)
- RM Instow, Instow, Devon – 11 Amphibious Trials and Training Unit (en)
- Camp Viking (en), Øverbygd, Norvège – Base d'opérations dans l'Arctique pour le Littoral Response Group (North) (en)[10]

### D'importantes présences des Royal Marines se trouvent également dans les pays suivants
- HMNB Portsmouth
- HMNB Clyde – 43 Commando Fleet Protection Group (en)
- MOD St Athan (en) – Un contingent de la taille d'une entreprise dans le cadre du SFSG
- RNAS Yeovilton – Commando Helicopter Force
- Bovington Camp (en) – Viking Squadron (en)
- Base aérienne de Bardufoss (no) – Commando Helicopter Force

### Service de musique des Royal Marines
- HMS Nelson (en), HMNB Portsmouth – Orchestre de l'école de musique des Royal Marines de Sa Majesté
- HMS Raleigh – Fanfare des HM Royal Marines de Plymouth
- HMS Collingwood – Fanfare des HM Royal Marines Collingwood
- MoD Caledonia (en) – Fanfare des HM Royal Marines d'Écosse
- Commando Training Centre Royal Marines – Fanfare du centre d'entraînement commando de HM Royal Marines

### Réserve des Royal Marines
- Royal Marines Reserve City of London, Wandsworth, Londres[11]
  - Détachement de Cambridge
  - Détachement de Marlow
  - Détachement de Portsmouth
- Royal Marines Reserve Bristol, Dorset House, Bristol (en)[12]
  - Détachement de Lympstone
  - Détachement de Plymouth
  - Détachement de Poole
  - Détachement de Cardiff
- Royal Marines Reserve Merseyside, Brunswick Dock, Liverpool[13]
  - Détachement de Birmingham
  - Détachement de Leeds (en)
  - Détachement de Manchester
  - Détachement de Nottingham (en)
- Royal Marines Reserve Scotland, à HMS Caledonia (en), Chantier naval de Rosyth[14]
  - Détachement de Aberdeen (en)
  - Détachement de Dundee
  - Détachement de Édimbourg
  - Détachement de Glasgow
  - Détachement de Belfast (en)
  - Détachement de Newcastle (en)

## Unités et établissements actuels de la Réserve navale royale
La Royal Naval Reserve moderne compte quinze unités (et trois unités satellites). Ces unités sont les suivantes :
- HMS Calliope, Gateshead, Tyne and Wear, Angleterre
- HMS Cambria (en), Cardiff, Pays de Galles
  - Tawe Division (Swansea)
- HMS Ceres (en), Leeds, West Yorkshire, Angleterre
- HMS Dalriada, Glasgow, Écosse[15]
- HMS Eaglet, Liverpool, Angleterre
- HMS Forward, Birmingham, Angleterre
- HMS Flying Fox, Bristol, Angleterre
- HMS Ferret, Chicksands, Bedfordshire, Angleterre
- HMS Hibernia, Lisburn, Irlande du Nord
- HMS King Alfred, Whale Island, Portsmouth, Hampshire, Angleterre
- HMS President, Tower Bridge, Londres, Angleterre
  - Medway Division (Rochester, Kent)
- HMS Scotia, Rosyth, Fife, Écosse (dans l'enceinte du HMS Caledonia)
  - Tay Division (Dundee)
- HMS Sherwood (en), Nottingham, Angleterre
- HMS Vivid, HMNB Devonport, Plymouth, Devon, Angleterre
- HMS Wildfire (en), Northwood, Middlesex, Angleterre

## Anciens établissements côtiers

### Anciennes forteresses impériales
- Admiralty House (en), Royal Naval Dockyard Bermuda (and HM Naval Base Bermuda (HMS Malabar), Royal Naval Air Station Bermuda (en), HMCS Somers Isles (en)
- Royal Navy Dockyard, Gibraltar (en), HMS Rooke (en)
- Édifice de l'Amirauté, Chantier naval royal de Halifax
- Admiralty House, La Valette (mt), HM Dockyard Malta

### Anciennes bases navales
- HMNB Rosyth, (Fife, UK)
- HMNB Chatham (Kent, UK)
- Woolwich Dockyard
- Deptford Dockyard
- Queenstown
- Portland Dockyard
- Scapa Flow
- Pembroke Dockyard
- Sheerness Dockyard
- Simon's Town Dockyard
- Sihanoukville Dockyard
- Trincomalee Dockyard (en)
- Chantier naval de Kingston (en)
- Amherstburg Royal Naval Dockyard
- Esquimalt Royal Navy Dockyard
- Penetanguishene Naval Yard (en)
- Chantier naval de York (Haut-Canada) (en)

### Anciennes stations aériennes
- HMS Blackcap (en) RNAS Stretton, Cheshire, 1942-1958
- HMS Condor RNAS Arbroath, Angus, Écosse, 1940-1970
- HMS Corncrake (en) RNAS Ballyhalbert, County Down, Irlande du Nord
- HMS Daedalus (en) (précédemment HMS Ariel 1959 - 1965) RNAS Lee-on-Solent, Lee-on-the-Solent, Hampshire, Angleterre
- HMS Dipper RNAS Henstridge, Somerset, 1943-1958
- HMS Fulmar RNAS Lossiemouth Lossiemouth, Moray 1946 -1972
- HMS Godwit (en) RNAS Hinstock, Shropshire, 1942–1947
- HMS Goldcrest (en), trois stations aéronavales ont été mises en service sous le nom de "Goldcrest", RNAS Angle, RNAS Dale et RNAS Brawdy, dans le Pembrokeshire, au Pays de Galles.
- HMS Heron II (en) 1942-1948, RNAS Charlton Horethorne, Somerset
- HMS Hornbill (en) Royal Naval Air Station Culham, Oxfordshire
- HMS Jackdaw II (en), Dunino (en) Kingsbarns (en) Fife, Aérodrome satellite de Crail
- HMS Kestrel (en), Station aéronavale royale de la Seconde Guerre mondiale à Worthy Down, Hampshire[16]
- HMS Merlin (en), Fife  1917–1959 RNAS Donibristle (également connu sous le nom de RAF Donibristle)
- HMS Nightjar, RNAS Inskip (également connu sous le nom de HMS Inskip)
- HMS Nuthatch, RNAS Anthorn
- HMS Osprey (en), station aéronavale, (Portland, Dorset, Angleterre) Formation ASDIC ; formation d'officier de marine ; RNAS Portland (hélicoptère Lynx)
- HMS Peewit (en), Angus, Écosse, 1943-1949, RNAS East Haven
- HMS Peregrine (en) RNAS Ford, Sussex
- HMS Raven (en), Hampshire, Angleterre, RNAS Eastleigh
- HMS Ringtail (en), Royal Naval Air Station Burscough, Lancashire, Angleterre
- HMS Robin (en), Grimsetter, Kirkwall, Orcades, RNAS Grimsetter
- HMS Sanderling RNAS Abbotsinch, Renfrewshire, Écosse
- HMS Siskin, Gosport Hampshire, RNAS Gosport. Désormais HMS Sultan
- HMS Shrike (en) County Down, Irlande du Nord, Royal Naval Air Station Maydown, 1943-1947
- HMS Sparrowhawk, Royal Naval Air Station Hatston, Kirkwall, Orcades, 1939 - 1948
- HMS Tern (en), Twatt (en) Orcades RNAS Twatt
- HMS Urley, Base aérienne de la Seconde Guerre mondiale sur l'Île de Man, RNAS Ronaldsway.
- HMS Vulture (en) base aéronavale royale de St Merryn (plus tard HMS Curlew 1952-56), Cornouailles, 1937-1952

### Anciens hôpitaux royaux de la marine
- RNH Bermuda.
- RNH Bighi (en), Malte
- RNH Gibraltar (en), Gibraltar
- RNH Gillingham, Medway, Kent
- RNH Greenwich, à Londres
- RNH Haslar (en), Gosport, Angleterre
- RNH Mauritius
- RNH Mtarfa (en), Malte
- RNH Plymouth, connue sous le nom de Stonehouse, Devonport, Angleterre
- RNH Portland, Dorset.
- RNH Simon's Town, Afrique du Sud
- Hôpital royal naval (Hong Kong) – désormais Hôpital Ruttonjee à Hong Kong, Chine
- RNH Trincomalee, Trincomalee, Sri Lanka (Ceylan)

### Anciennes bases côtières

#### A à D
- HMS Abastor (en), Tilbury
- HMS Abatos (en), l'usine Supermarine bombardée, Woolston, Southampton[17]
- HMS Afrikander (en), Navire dépôt de la base, Simon's Town, Afrique du Sud
- HMS ''Agressive'' (en), Coastal Forces (en) Motor Launch (ML) et base de Steam gun boat (en), Newhaven (Sussex de l'Est)
- HMS Allenby, Base d'opérations combinées, Folkestone
- HMS Ambrose (en), Quartier général de la 9e flottille de sous-marins (1940-1946), Dundee
- HMS Anderson, station d'écoute du Far East Combined Bureau, Colombo, Sri Lanka
- HMS Ararat (plus tard HMS Brontosaurus (en)), Centre d'entraînement combiné, Castle Toward (en), Toward (en), Argyll
- HMS Arbella, Établissement de formation aux opérations combinées sur les péniches de débarquement, Boston, Lincolnshire
- HMS Appledore (en), Base d'opérations combinées et établissement d'entraînement, Fremington Camp, Fremington, Devon
- HMS Appledore II, Base d'opérations combinées, Ilfracombe
- HMS Ariel (anciennement HMS Kestrel (en)), RNAS Worthy Down (en), Winchester, Hampshire
- HMS Ariel, Royal Naval Aircraft Training Establishment, Culcheth, Warrington, Cheshire
- HMS Armanillo, Combined Operations RN Beach Commando (en) training centre, Glenfinnart
- HMS Asbury, shore based transit accommodation, Asbury Park, New Jersey
- HMS Atlantic Isle, U-boat monitoring station, Tristan da Cunha durant la Seconde Guerre mondiale[18]
- HMS Attack, Coastal Forces MLs and storage, RN Dockyard, Portland
- HMS Avalon, St. John's, Terre-Neuve et Labrador, Canada
- HMS Badger (en), Quartier général de l'officier général Harwich et base des forces côtières (1939-1946), Harwich
- HMS Baldur (aussi HMS Baldur II), Accommodation and accounting, Islande
- HMS Beaver, HQ, Flag Officer-in-Charge, Humber, (1er octobre 1940 – Juillet 1945) – (base A.O. à Grimsby)
- HMS Beaver II, Coastal Forces MLs, Immingham
- HMS Bee (en), Les ML des forces côtières travaillent à la mise en place de la base, Weymouth (1942–1943), puis Holyhead, Pays de Galles (1943–1945)
- HMS Beehive, MTB et MGB des forces côtières, Boomer Hall, Felixstowe, Suffolk
- HMS Bellerophon, Portsmouth, Hampshire
- HMS Benbow, Trinité
- HMS Birnbeck, Recherche et essais secrets d'armes (1941–1946), Birnbeck Pier (en), Weston-super-Mare[19]
- HMS Bluebird III, (anciennement HMS Allenby), Folkestone
- HMS Boscawen, Naval Police Patrol HQ, Portland, Dorset
- HMS Britannia III, Coastal Forces Motor Torpedo Boat & Motor Gun Boats (en), Dartmouth
- HMS Brontosaurus (en) (anciennement HMS Ararat), Formation des équipages des péniches de débarquement des opérations combinées, Castle Toward (en), Toward (en), Argyll
- HMS Cabbala, Établissement de formation pour le WRNS W/T operators, à Lowton (en)[20] près de Warrington[21]
- HMS Caledonia, Rosyth, Fife
- HMS Cambridge (en), Wembury, Devon
- HMS Caroline (1914), Coastal Forces MLs, Belfast
- HMS Centurion, Gosport, Hampshire
- HMS Centurion, Haslemere, Surrey
- HMS Ceres (anciennement HMS Demetrius), Wetherby, Yorkshire
- HMS Ceres, Yeadon, West Yorkshire
- HMS Cicala (en), Forces côtières MTB et MGB, Dartmouth[22],[23]
- HMS Claverhouse (en), Forces côtières ML, Leith
- HMS Cochrane (anciennement RNAS Donibristle (en)/HMS Merlin (en)), Rosyth, Fife
- HMS Copra, Soldes, notations et comptes des opérations combinées, The Moorings, Largs[24]
- HMS Cricket (en), Base d'entraînement des chalands de débarquement, Hamble (en), Hampshire
- HMS Dalriada, Base de la Réserve navale royale, Greenock, Inverclyde[15]
- HMS Dalriada, Base de la Réserve navale royale, Inverkip, Inverclyde,
- HMS Dartmouth II, Coastal Forces MTBs, MGBs & MLs, Dartmouth
- HMS Defiance, Torpedo school, Devonport, Devon
- HMS Defiance, Fleet Maintenance Base, Devonport
- HMS Dinosaur I, QG pour l'entraînement des chars de débarquement, Troon, Ayrshire
- HMS Dinosaur II, Base de débarquement et de travail, Irvine, Ayrshire
- HMS Dorlin, Opérations combinées RN Beach Signals et Royal Signals sections battle training, Dorlin House, Acharacle, Argyll
- HMS Dolphin, Gosport, Hampshire
- HMS Dryad (en), ancien emplacement de l'école de guerre maritime, Southwick (Hampshire)
- HMS Duke (en), Établissement d'entraînement de base, Malvern, 1944-1945. Le Telecommunications Research Establishment a déménagé à "Duke" en 1946 (rebaptisé à son tour Radar Research Establishment, Royal Radar Establishment (en) et le Royal Signals and Radar Establishment (en)) et est maintenant un site de recherche de QinetiQ.
- HMS Dundonald I, Base d'hébergement et d'entraînement pour les commandos de plage de la RN, Gailes Camp, Auchengate, Troon, Ayrshire
- HMS Dundonald II, École des transmissions combinées (CSS), Auchingate, Troon, Ayrshire

#### E à K
- HMS Egmont, Quartier général de la marine, Fort Saint-Ange, Birgu, Malte
- HMS Ferret (en) (plus tard HMS Sea Eagle), Base d'escorte de convois et formation à la lutte anti-sous-marine, Londonderry, Irlande du Nord
- HMS Fervent, Forces côtières MTB, MGB et ML, Ramsgate
- HMS Fisgard (en), formation des ingénieurs et artificiers (1848–1983), Torpoint, Cornouailles
- HMS Flora III, Forces côtières ML, Invergordon, Écosse
- HMS Flycatcher (en), Quartier général des bases aéronavales mobiles (en) pendant la Seconde Guerre mondiale, Ludham (en) puis Middle Wallop (en). RNAS Kai Tak à partir de 1947[25]
- HMS Flowerdown, station Y à RAF Flowerdown (en)
- HMS Foliot I, Base de comptabilité des péniches de débarquement, Plymouth
- HMS Foliot III, Base d'attente des opérations combinées, Buckleigh, Plymouth
- HMS Forest Moor, Station de réception HF, Nidderdale (en), Harrogate
- HMS Forte IV, Forces côtières ML, Falmouth
- HMS Forward (en), Centre de commandement et de traçage radar, Newhaven
- HMS Forward II (puis HMS Aggressive (en)), MTB des forces côtières, Newhaven
- HMS Fox, Forces côtières MTB et ML, Lerwick, Écosse
- HMS Ganges (en), Établissement de formation pour garçons, Shotley, Ipswich, Suffolk
- HMS Glendower Établissement d'entraînement pour la Seconde Guerre mondiale, camp de vacances de Butlin's Pwllheli (en), Caernarfonshire
- HMS Golden Hind, Caserne des RN de la Seconde Guerre mondiale, Sydney, Australie
- HMS Gosling, Royal Naval Air Establishment, Risley (en), Cheshire, était un ensemble de 5 camps responsables de divers aspects de la formation du personnel de la FAA
- HMS Gunner, Base de la patrouille auxiliaire, Lerwick, Shetland
- HMS Haig, Rye
- HMS Hannibal, Alger
- HMS Harrier (en), Établissement d'entraînement au radar, près de Dale, Pembrokeshire[26]
- HMS Hawke (en), Bateaux de débarquement, Exbury House, Hampshire
- HMS Hawke, une école navale temporaire basée dans une partie du Borstal Institution (en), 1940-46[27]
- HMS Helder, Formation sur les péniches de débarquement, Brightlingsea
- HMS Helicon, Ancrage de dérivation de Scapa Flow, 1939–40, Point de concentration des convois arctiques, 1942–44, Loch Ewe
- HMS Highflyer, Trincomalee, Ceylon
- HMS Hornet (en), Dépôt des forces côtières MTB, Gosport, Hampshire
- HMS Idaho, Base de la Première Guerre mondiale à Milford Haven, Pembrokeshire[28]
- HMS Inskip, Inskip, Preston, Lancashire
- HMS Jackdaw (en), RNAS Crail, Fife
- HMS James Cook, Centre d'entraînement aux opérations combinées sur la plage, Glen Caladh, Nr Tighnabruaich (en), Argyll
- HMS Juffair (en), Bahreïn
- HMS Kestrel (en) (plus tard HMS Ariel), Station aéronavale royale et établissement de services généraux, Worthy Down (en), près de Winchester, Angleterre
- HMS King Alfred (en), Centre de formation des officiers de la Royal Naval Reserve de la Seconde Guerre mondiale, Hove, Sussex

#### L à R
- HMS Lanka (en), Colombo, Sri Lanka
- HMS Lizard, Base de débarquement des opérations combinées, Shoreham
- HMS Lochailort, Formation des officiers des opérations combinées, Inverailort House (en), Lochailort (en), Inverness-shire
- HMS Lochinvar (en), Base de démineurs de la flotte, Port Edgar, South Queensferry
- HMS Louisburg (également HMS Roseneath), Opérations combinées, Roseneath, Dunbartonshire
- HMS Lynx, QG, officier responsable de la marine, Douvres & CO HMS Lynx, (10 juillet 1945 – Avril 1946)
- HMS Macaw, Bootle, Cumbria, Angleterre. Centre de réception des équipages de la FAA.
- HMS Malabar, Bermudes
- HMS Manatee, Bateau de débarquement, Yarmouth, Île de Wight
- HMS Marlborough, École de formation en électricité, Eastbourne[29]
- HMS Mastodon (en), Bateau de débarquement, Exbury House, Hampshire
- HMS Mauritius, Maurice
- HMS Martelo, Officier responsable du QG naval, Lowestoft, (1er octobre 1945 – avril 1946)
- HMS Medina, Bateaux de débarquement et Fleet Air Arm, Puckpool (en), Ryde, Île de Wight
- HMS Mentor (en), Château de Lews, Stornoway, Hébrides extérieures
- HMS Mercia (en), Centre de formation en communication, Coventry
- HMS Mercury (en), École de communication, Petersfield
- HMS Midge, Great Yarmouth
- HMS Minos, Officier responsable du QG naval, Lowestoft, (5 mai 1942 – 1er octobre 1945)
- HMS Monck (en), QG de l'entraînement combiné, Largs, Ayrshire
- HMS Monck, Formation des transporteurs aux opérations combinées, Port Glasgow
- HMS Monck, Roseneath, Dunbartonshire
- HMS Monck, Officier du drapeau du QG de Greenock, Greenock
- HMS Nemo, Officier responsable du QG naval, Brightlingsea, (juin 1940 – mai 1945)
- HMS Newt (en), Base de bateaux de débarquement, Newhaven
- HMS Nile (en), Alexandrie, Égypte (1939–1946)
- HMS Nimrod, Entraînement à la lutte anti-sous-marine dès le début de l'année 1940, Campbeltown, Argyll
- HMS Northney (en) (HMS Northney I, HMS Northney II, HMS Northney III et HMS Northney IV), Base d'entraînement des péniches de débarquement, Hayling Island
- HMS Osprey (à partir de janvier 1941), Formation de l'Asdic, cours de perfectionnement pour les officiers, Dunoon, Argyll
- HMS Owl (en), RNAS Fearn, Fearn, Ross-shire
- HMS Pasco, Entraînement aux transmissions des péniches de débarquement des opérations combinées, camp de Glenbranter, Glenbranter (en), Strachur (en), Argyll
- HMS Pembroke, QG, Commander-in-Chief, The Nore, (RN base, Chatham) Chatham, Kent
- HMS Pembroke, QG, amiral-surintendant, chantier naval de Chatham, Chatham, Kent
- HMS Pembroke, HQ, Commodore-in-Command, Royal Naval Barracks, Chatham (en), Chatham, Kent
- HMS Phœnicia, Île Manoel, Malte
- HMS Phoenix, Tipner (en), Portsmouth, Hampshire
- HMS President (plus tard sous le nom de HMS St Vincent), Base comptable de l'Amirauté, Furse House, 37 Queen's Gate Terrace, Londres SW7
- HMS President II, Quartier général, officier de liaison pour la réserve navale et les fonctions de la marine marchande, Londres, (8 février 1938 – août 1939)
- HMS Proserpine, Lyness, Orcades
- HMS Pyramus (en), Kirkwall, Orcades
- HMS Queen Charlotte École d'artillerie terrestre de la Seconde Guerre mondiale, Shore Rd., Ainsdale Southport, Lancashire
- HMS Quebec (en), Formation aux opérations combinées, Inverary, Argyll
- HMS Return, Tokyo, Japon – désormais Ambassade du Royaume-Uni au Japon (en)[30],[31]
- HMS Robertson, Base d'attente pour le personnel des péniches de débarquement de la RM, Kitchener Camp, Richborough, Kent
- HMS Rooke (en), Gibraltar
- HMS Roseneath (en) (également HMS Louisburg), Combined Operations, Roseneath, Dunbartonshire
- HMS Royal Albert (en), Wireless Station (SIGINT), Cuxhaven, Allemagne. Après la Seconde Guerre mondiale
- HMS Royal Arthur (en), École de formation des officiers mariniers, Butlins Skegness (en), puis Corsham, Wiltshire[32]
- HMS Royal Charlotte (en), Wireless Station (SIGINT), Cuxhaven, Allemagne. Après la Seconde Guerre mondiale
- Royal Naval College, Greenwich (en), Londres

#### S à Z
- HMS St Angelo, Quartier général de la marine, Fort Saint-Ange, Birgu, Malte
- HMS St Barbara, Bognor Regis, Sussex, champ de tir antiaérien et école de tir[33]
- HMS St Christopher (en), Base d'entraînement des forces côtières, Fort William, Inverness-shire[34]
- HMS St George (en), Gosport, Hampshire
- HMS St Matthew, Base d'entraînement commando 1943-1945, Burnham-on-Crouch, Essex
- HMS St Vincent (en) (1927–1969), Établissement de formation pour garçons et juniors, Gosport, Hampshire
- HMS St Vincent (en) (1992–1998), Centre de communications, Whitehall, Londres
- HMS Salford, Centre de formation aux communications RNR, Salford
- HMS Sanderling, RNAS Abbotsinch, Abbotsinch (en), Glasgow
- HMS Scotia, Entraînement de base, 1942, à partir de 1959 RNR Rosyth, Butlin's Ayr (en), South Ayrshire
- HMS Sea Eagle (ancennement HMS Ferret (en)), Eglinton (en), Comté de Londonderry, Irlande du Nord
- HMS Sea Serpent, Bracklesham Bay et Birdham (en), près de Chichester
- HMS Seahawk, Base d'entraînement des forces côtières, Ardrishaig, Argyll[35]
- HMS Sembawang (en), est le plus grand chantier naval de la Royal Navy et sa base d'opérations en Extrême-Orient de 1939 à 1971. HMS Terror (1945–1971) was the barracks next to the naval base, while the nearby HMS Simbang (en) était une station aérienne de l'armée de l'air.
- HMS Sheba (en), Aden
- HMS Sparrowhawk (en), RNAS Hatston, Orcades, Écosse
- HMS Spartiate, Western Approaches Command, St Enoch's Hotel, Glasgow
- HMS Squid, Base de réparation des Landing Craft Tank, Southampton
- HMS Squid II, Personnel de l'escadron des péniches de débarquement, Westcliff Hall Hotel, Hythe
- HMS Standard, Établissement d'entraînement de la Seconde Guerre mondiale pour les hommes qui auraient autrement été réformés, Kielder, Northumberland[36]
- HMS Stopford, Base de travail des péniches de débarquement, Bo'ness
- HMS Talbot, Île Manoel, Malte
- HMS Tamar, La base a fonctionné de 1897 à 1997 sur deux sites à Hong Kong
- HMS Tarlair, École de formation aux hydrophones pendant la Première Guerre mondiale, Hawkcraig, près de Aberdour
- HMS Tern (en), RNAS Twatt, Orcades, Écosse
- HMS Thunderer, Royal Naval Engineering College (en), Keyham (en) et Manadon (en), Plymouth, Devon
- HMS Tormentor (en), Base opérationnelle des péniches de débarquement, Hamble, Southampton
- HMS Tormentor II camp d'entraînement, Cowes, Île de Wight
- HMS Tullichewan (auparavant HMS Spartiate II), Base d'attente pour les opérations combinées, Tullichewan (en) Castle Camp, Balloch, Loch Lomond, Écosse[37]
- HMS Turtle, Formation aux opérations combinées, Poole, Dorset
- HMS Uva (en), Diyatalawa, Sri Lanka
- HMS Valkyrie (en), Établissement de formation pour les notations HO, Île de Man[21]
- HMS Varbel (en), entraînement des sous-marins classe X, Port Bannatyne Hydropathic Hotel, Port Bannatyne, Île de Bute, Écosse
- HMS Varbell II, Entraînement avancé des sous-marins classe X, Ardtaraig House, Loch Striven, Argyll, Écosse
- HMS Vectis, Cowes Castle, Cowes, Île de Wight
- HMS Vernon (en), Portsmouth, Hampshire
- HMS Wagtail, RNAS Ayr
- HMS Warren, Formation des officiers supérieurs des opérations combinées, Largs, Ayrshire
- HMS Wasp (en), QG des forces côtières, Hôtel Lord Warden, Douvres[38]
- HMS Watchful, QG, officier responsable du drapeau, Yarmouth, (14 avril 1942 – juillet 1945)
- HMS Westcliffe, Entraînement de la flottille, Southend
- HMS Westcliffe II, Base d'attente des opérations combinées pour le personnel des péniches de débarquement de la RM, Burnham-on-Crouch, Essex
- HMS Wildfire, Chatham, Kent
- HMS Wildfire II (1939–1940), Base d'opérations combinées, Sheerness
- HMS Wildfire III (1940–1946), Base d'opérations combinées, Sheerness
- HMS Woolvestone, Base de bateaux de débarquement, Ipswich
- HMS Yeoman, QG, officier responsable du drapeau, Londres, (3 février 1942 – juillet 1945)
- HMS Yeoman, QG, officier responsable de la marine, Londres, (1er-30 avril 1946)

#### Autres
- Camp Bedhampton, ancien satellite non aérien de Royal Naval Air Station Lee-on-Solent (en).
- Seafield Park (en), un site qui n'est pas un terrain d'aviation, à proximité de RNAS Lee-on-Solent.

Dépôts d'armement de la marine royale
- RNAD Broughton Moor (en), Cumbria, Angleterre
- RNAD Crombie, Fife
- RNAD Dean Hill, Salisbury, Wiltshire, Angleterre
- RNAD Gosport (en) incluant Priddy's Hard (en), Hampshire, Angleterre

Dépôts de la Royal Naval Stores
Incluant:
- RNSD Almondbank/RNAW Almondbank/RNAW Perth, Almondbank (en), Perth & Kinross – maintenant une installation d'Eurocopter.
- RNSD Coventry, Warwickshire, Angleterre
- RNSD Copenacre, Angleterre (1940–1995)[40]
- RNSD Eaglescliffe, Teesside (en), Angleterre
- RNSD Llangennech, Llangennech, Carmarthenshire, Pays de Galles, (1945–1995)[41]
- RNSD Lathalmond, Dunfermline, Écosse
- RNSD Trecwn (en), Trecwn, Pembrokeshire, Pays de Galles occidental
- RNSD Woolston, Woolston, Hampshire, Angleterre

Chantiers aéronautiques de la marine royale
- RNAY Wroughton (en), Unité de stockage et d'entretien d'aéronefs, Wroughton, Swindon, Angleterre